# Winnertzia padicola
Winnertzia padicola är en tvåvingeart som beskrevs av Spungis 1992. Winnertzia padicola ingår i släktet Winnertzia och familjen gallmyggor. Arten är reproducerande i Sverige. Inga underarter finns listade i Catalogue of Life.